# Circaetus
Circaetus Vieillot, 1816 è un genere di uccelli della famiglia degli Accipitridi.

## Tassonomia
Il genere comprende le seguenti specie:
- Circaetus gallicus (J.F.Gmelin, 1788) - biancone
- Circaetus beaudouini J.Verreaux & Des Murs, 1862 - aquila serpentaria di Beaudouin
- Circaetus pectoralis A.Smith, 1829 - aquila serpentaria pettonero
- Circaetus cinereus Vieillot, 1818 - aquila serpentaria cenerina
- Circaetus fasciolatus Kaup, 1847 - aquila serpentaria fasciata
- Circaetus cinerascens J.W.von Müller, 1851 - aquila serpentaria minore
- Circaetus spectabilis (Schlegel, 1863) - aquila serpentaria del Congo